# Rali de Monte-Carlo de 2005
Resultados do 73ème Rallye Automobile Monte-Carlo.

## Classificação Final
| Pos | N.º  | Piloto Co-piloto                     | Nacionalidade             | Carro                                               | Tempo             |
| --- | ---- | ------------------------------------ | ------------------------- | --------------------------------------------------- | ----------------- |
| 1   | 1 M  | Sébastien Loeb Daniel Elena          | França · Mónaco           | Citroën Xsara WRC Citroën Total                     | 4:13.05,6 0       |
| 2   | 3 M  | Toni Gardemeister Jakke Honkanen     | Finlândia · Finlândia     | Ford Focus WRC BP Ford World Rally Team             | 4:16.03,9 2.58,3  |
| 3   | 10 M | Gilles Panizzi Hervé Panizzi         | França                    | Mitsubishi Lancer WRC Mitsubishi Motors Motorsports | 4:16.45,7 3.40,1  |
| 4   | 8 M  | Markko Märtin Michael Park           | Estónia · Reino Unido     | Peugeot 307 WRC Marlboro Peugeot Total              | 4:18.33,3 5.27,7  |
| 5   | 7 M  | Marcus Grönholm Timo Rautiainen      | Finlândia · Finlândia     | Peugeot 307 WRC Marlboro Peugeot Total              | 4:20.39,4 7.33,8  |
| 6   | 62   | Manfred Stohl Ilka Minor             | Áustria · Áustria         | Citroën Xsara WRC OMV World Rally Team              | 4:21.14,5 8.08,9  |
| 7   | 9 M  | Harri Rovanperä Risto Pietiläinen    | Finlândia · Finlândia     | Mitsubishi Lancer WRC Mitsubishi Motors Motorsports | 4:21.34,9 8.29,3  |
| 8R  | 4 M  | Roman Kresta Jan Tománek             | Chéquia · Chéquia         | Ford Focus WRC BP Ford World Rally Team             | 4:22.23,7 9.18,1  |
| 9R  | 12 M | Alexandre Bengué Caroline Escudero   | França                    | Škoda Fabia WRC Škoda Motorsport                    | 4:23.37,6 10.32,0 |
| 10  | 14   | Antony Warmbold Damien Connolly      | Alemanha · Irlanda        | Ford Focus WRC BP Ford World Rally Team             | 4:28.14,7 15.09,1 |
| 11  | 35 J | Kris Meeke Chris Patterson           | Reino Unido · Reino Unido | Citroën C2 S1600                                    | 4:35.55,6 22.50,0 |
| 12  | 33 J | Kosti Katajamäki Timo Alanne         | Finlândia · Finlândia     | Suzuki Ignis S1600                                  | 4:36.10,1 23.04,5 |
| 13  | 37 J | Alan Scorcioni Silvio Stefanelli     | Itália · San Marino       | Suzuki Ignis S1600                                  | 4:37.35,9 24.30,3 |
| 14R | 6 M  | Stéphane Sarrazin Patrick Pivato     | França                    | Subaru Impreza WRC Subaru World Rally Team          | 4:37.42,8 24.37,2 |
| 15  | 41 J | Daniel Sordo Marc Martí              | Espanha · Espanha         | Citroën C2 S1600                                    | 4:38.22,1 25.16,5 |
| 16  | 38 J | Luca Betti Giovanni Agnese           | Itália · Itália           | Renault Clio S1600                                  | 4:39.19,2 26.13,6 |
| 17  | 64   | Eamonn Boland Francis Regan          | Irlanda · Irlanda         | Subaru Impreza WRC                                  | 4:39.39,6 26.34,0 |
| 18R | 31 J | Per-Gunnar Andersson Jonas Andersson | Suécia · Suécia           | Suzuki Ignis S1600                                  | 4:39.55,8 26.50,2 |
| 19R | 32 J | Guy Wilks Phil Pugh                  | Reino Unido · Reino Unido | Suzuki Ignis S1600                                  | 4:40.46,9 27.41,3 |
| 20  | 42 J | Pavel Valoušek Pierangelo Scalvini   | Chéquia · Itália          | Suzuki Ignis S1600                                  | 4:41.10,4 28.04,8 |
| 21  | 43 J | Martin Prokop Petr Gross             | Chéquia · Chéquia         | Suzuki Ignis S1600                                  | 4:44.54,0 31.48,4 |
| 22R | 34 J | Mirco Baldacci Giovanni Bernacchini  | San Marino · Itália       | Fiat Punto S1600                                    | 4:47.22,3 34.16,7 |
| 23  | 69   | Marco Cristoforetti Fabrizio Carrara | Itália · Itália           | Renault Clio S1600                                  | 4:56.09,7 43.04,1 |
| 24  | 67   | Riccardo Errani Stefano Casadio      | Itália · Itália           | Škoda Octavia WRC                                   | 5:10.24,3 57.18,7 |

## Abandonos
| SS  | N.º  | Piloto Co-piloto                   | Nacionalidade         | Carro                                      | Classe         |  |
| --- | ---- | ---------------------------------- | --------------------- | ------------------------------------------ | -------------- |  |
| R6  | 2 M  | François Duval Stéphane Prévot     | Bélgica · Bélgica     | Citroën Xsara WRC Citroën Total            | Acidente       |  |
| R12 | 5 M  | Petter Solberg Phil Mills          | Noruega · Reino Unido | Subaru Impreza WRC Subaru World Rally Team | Acidente       |  |
| R7  | 11 M | Armin Schwarz Klaus Wicha          | Alemanha · Alemanha   | Škoda Fabia WRC Škoda Motorsport           | Acidente       |  |
| R0  | 36 J | Urmo Aava Kuldar Sikk              | Estónia · Estónia     | Suzuki Ignis S1600                         | Withdrawn      |  |
| R12 | 39 J | Luca Cecchettini Massimo Daddoveri | Itália · Itália       | Renault Clio S1600                         | Acidente       |  |
| R7  | 61   | Didier Auriol Denis Giraudet       | França                | Peugeot 206 WRC                            | Motor          |  |
| R14 | 63   | Xavier Pons Oriol Julià            | Espanha · Espanha     | Peugeot 206 WRC                            | Motor          |  |
| R11 | 65   | Luca Rossetti Dario D'Esposito     | Itália · Itália       | Peugeot 206 WRC                            | Acidente       |  |
| R9  | 66   | José Barbara Mireille Duthoit      | França                | Subaru Impreza WRC                         | Acidente       |  |
| R12 | 68   | Nicola Caldani Patrizia Boero      | Itália · Itália       | Fiat Punto S1600                           | Power steering |  |